# Tolvaly Ernő
Tolvaly Ernő (Kispest, 1947. március 22. – Pécs, 2008. december 12.) magyar festő.

## Pályafutása
1972 és 1976 a Magyar Képzőművészeti Főiskolán tanult. Az 1980-as évek első felében a „Rózsa kör”-höz, a Mini Galériához és a Rabinec csoporthoz kötődött.

## Művészeti írásai
- Vihar és mosoly. Szeift Béla munkáiról, Új Művészet, 1998/1-2.
- Agyágyú és nyalóka. Beszélgetés Harasztÿ Istvánnal, Új Művészet, 1998/9.

## Díjak
- 1995: Munkácsy Mihály-díj
- 1998: a Magyar Festők Társaságának díja

## Egyéni kiállítások
- 1975 • Gabonaipari Tröszt, Budapest [Lengyel Andrással]
- 1976 • Beállítás-Kiállítás, Barcsay Terem, Budapest
- 1977 • Víztükör (objekt), Jókai Művelődési Ház, Budaörs • Installáció, Magyar Optikai Művek Művelődési Ház, Budapest
- 1978 • Nemzetközi Diákklub, Budapest [Herczeg Lászlóval] • Könnyűipari Főiskola, Budapest [Kelemen Károllyal]
- 1979 • Hova tűnt a menyasszony, Bercsényi Kollégium
- 1980 • Performance Simon Zsuzsánál, Budapest
- 1982 • Hamisítványok, Újpesti Minigaléria
- 1985 • Víz, Fészek Klub, Budapest [Lengyel Andrással, Šwierkiewicz Róberttel]
- 1986 • Kernstok Terem, Tatabánya • Galerie Schloss Löseck, Bouenden
- 1987 • Kossuth Terem, Tatabánya
- 1988 • Józsefvárosi Kiállítóterem, Budapest
- 1990 • Parapett képek, Óbudai Társaskör Galéria, Budapest
- 1991 • Claude Monet háza, Megyei Könyvtár, Békéscsaba
- 1992 • Budapest Galéria, Budapest
- 2000 • Pécsi Galéria, Pécs

## Válogatott csoportos kiállítások
- 1997 • Olaj/Vászon, Műcsarnok, Budapest
- 2000 • Dialógus. Festészet az ezredfordulón, Műcsarnok, Budapest.